# VSdocman
VSdocman — коммерческий генератор документации для исходных текстов на Visual Basic .NET и C#; выполнен в виде дополнения (add-in) к Microsoft Visual Studio. Сохраняет документацию и комментарии в формате XML. Включает WYSIWYG-редактор HTML-документации, интерактивные диаграммы классов и вывод в различных форматах, в том числе  HTML, Microsoft Help 2, CHM, RTF и XML.

## История
В 2000 году словацкая компания Helixoft выпустила генератор документации для Visual Basic 6 под названием VBdocman. В 2003 году появился VBdocman .NET с поддержкой VB.NET. В 2006 году (при выпуске версии 3.0) VBdocman .NEТ был переименован в VSdocman поскольку в нем появилась поддержка исходных текстов на C#.

### Обзоры
- Короткий обзор от Redmond Developer News  (англ.)
- Обзор VBdocman 2.3 и VBdocman .NET  (итал.)